# 林迪 (坦尚尼亞)

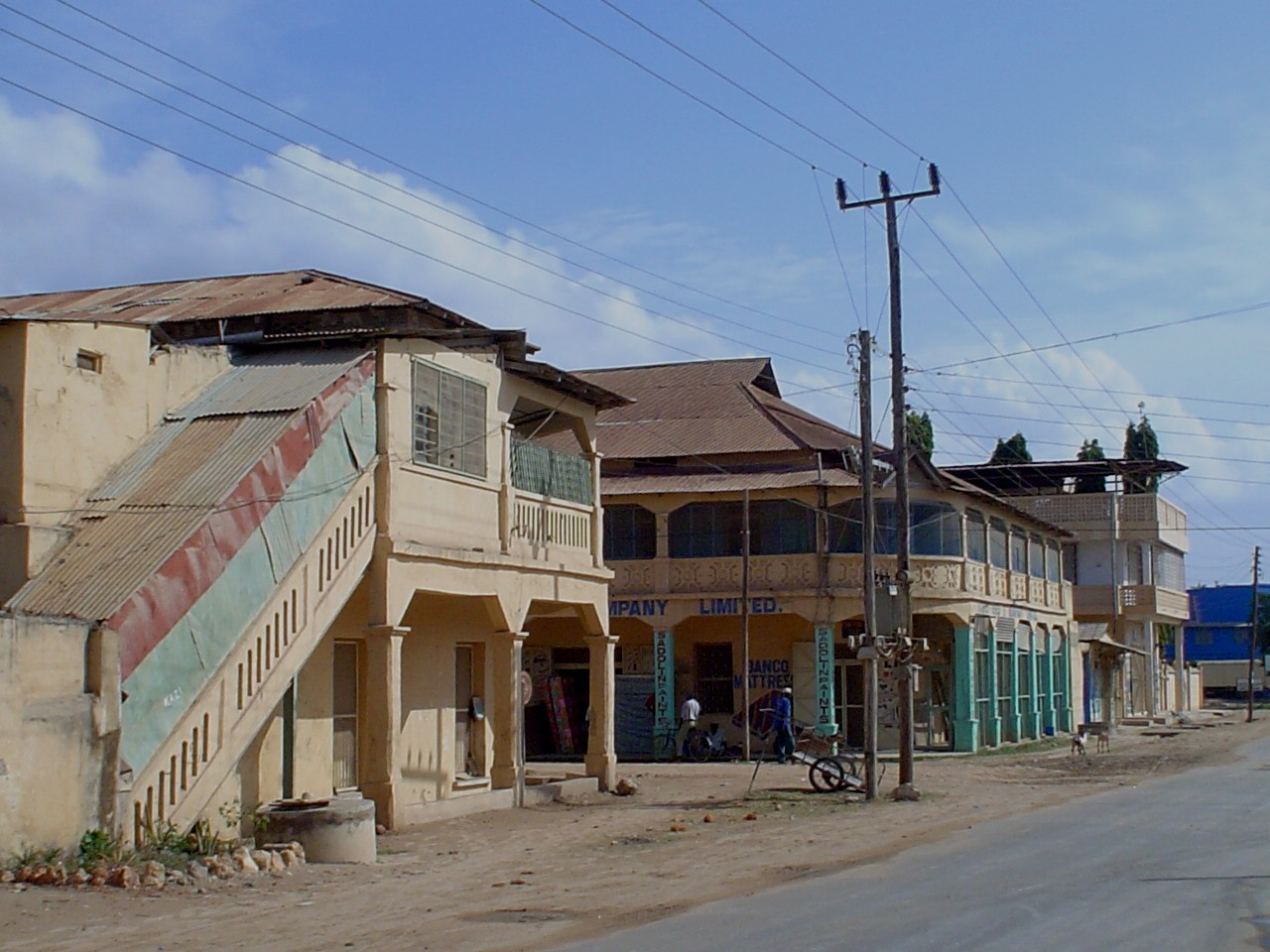
林迪大街

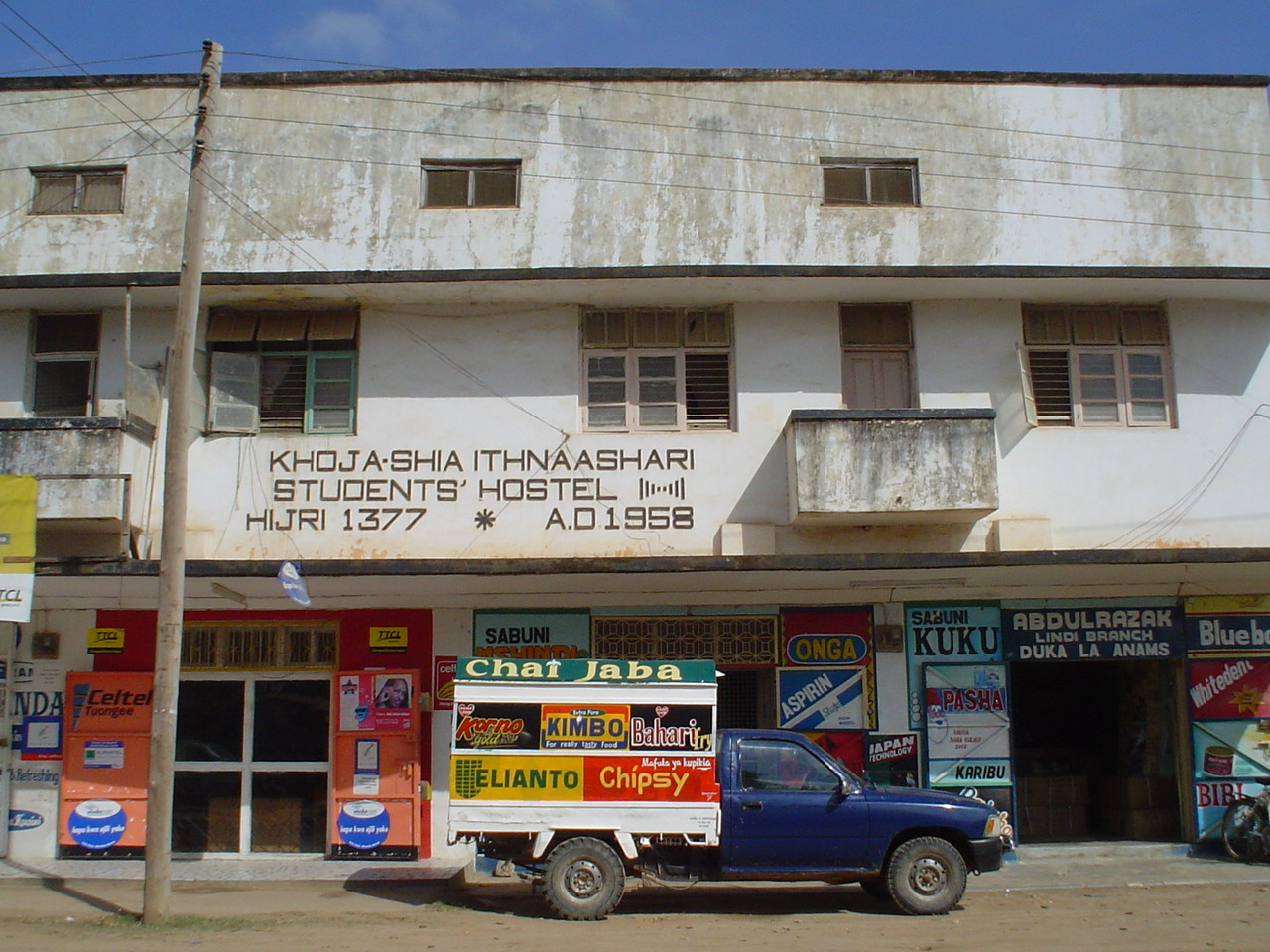
林迪商店

林迪是坦桑尼亞東南部的海邊小鎮，是林迪區的首府，位於達累斯薩拉姆以南450公里、姆特瓦拉以北105公里，處於全國人口最稀少的地區，2002年人口普查佔計人口為41,549。